# ريوم

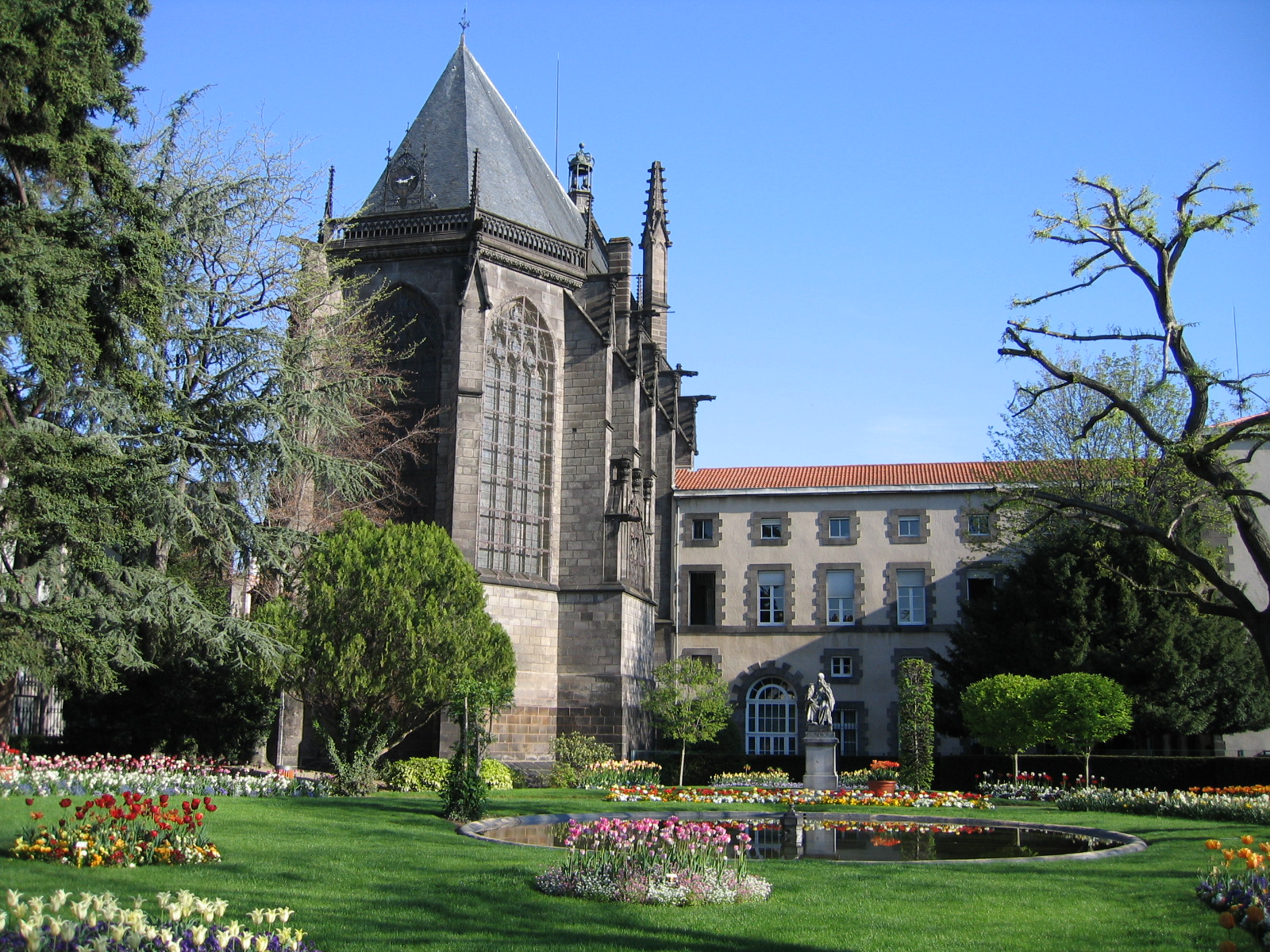
كنيسة ساينتي

ريوم (بالفرنسية: Riom)‏ هي بلدية فرنسية تقع في إقليم بوي دي دوم تابع لمنطقة أوڤرن وسط فرنسا.

## توأمة
لريوم اتفاقيات توأمة مع كل من:
- نوردلينغن
- فيانا دو كاستيلو
- Żywiec [الإنجليزية]‏
- غرب ساسكس
- Adur District [الإنجليزية]‏
- Algemesí [الإنجليزية]‏
- دوليسي [الإنجليزية]‏
- شوريهام

## أعلام
- آلان ستيفيل
- دومينيك قروس
- سارون دومينيك
- هوبيرت فورنير
- أوجين غيلبرت